# Новый Свет (Быховский район)
Новый Свет (бел. Новы Свет) — деревня в составе Краснослободского сельсовета Быховского района Могилёвской области Республики Беларусь.

## Население
- 2010 год — 77 человек